# Rivière Saint-Cyr (vattendrag i Kanada, lat 49,32, long -75,32)
Rivière Saint-Cyr är ett vattendrag i Kanada.   Det ligger i provinsen Québec, i den östra delen av landet, 400 km norr om huvudstaden Ottawa. Rivière Saint-Cyr ligger vid sjöarna  Lac Doda Lac Du Guesclin Lac Françoise och Lac Stina.
Trakten runt Rivière Saint-Cyr är nära nog obefolkad, med mindre än två invånare per kvadratkilometer.